# Muséum d'histoire naturelle de Perpignan
Pour les articles homonymes, voir Muséum d'histoire naturelle.
Le muséum d'histoire naturelle de Perpignan est un musée d'histoire naturelle français situé dans un hôtel particulier appelé hôtel Çagarriga, à Perpignan, dans les Pyrénées-Orientales. Le noyau des collections provient du cabinet de curiosités créé par l'Université de Perpignan en 1770. En 1835 la Société philomatique de Perpignan, qui venait depuis peu d'être créée, récupère les anciennes collections du Cabinet dans le but de réaliser un Cabinet d'histoire naturelle intégrant également les collections de la Société. Par convention, la ville de Perpignan achète les collections le 4 août 1840 et fonde le muséum d'histoire naturelle. Installé dans l'ancienne Université, il est transféré en 1900 dans l'hôtel particulier acheté à Raymond Ҫagarriga.
Ses collections se composent de spécimens d'archéologie, de zoologie, de minéralogie et d'ethnologie ainsi qu'une momie égyptienne offerte en 1847 par Ibrahim Pacha après une cure thermale à Vernet-les-Bains. Un centre de documentation conserve plus de 800 ouvrages et revues spécialisées, consultables sur rendez-vous.

## Histoire
Le bâtiment remonte au XVIe siècle. Il appartient à la famille Blanes qui le cède peu avant la Révolution française aux Ҫagarriga. Il abrite le tribunal révolutionnaire en 1793. Il est reconverti en muséum et en école en 1900 après son rachat par la ville. En 1964, plusieurs éléments (dont une fenêtre sculptée sur cour et une rampe en fer forgé de l'escalier) sont classés.

## Description
Le muséum occupe l'ancien hôtel particulier Ҫagarriga dont la construction remonte au XVIe siècle. L'escalier et sa rampe datent du XVIIIe siècle.

## Galerie

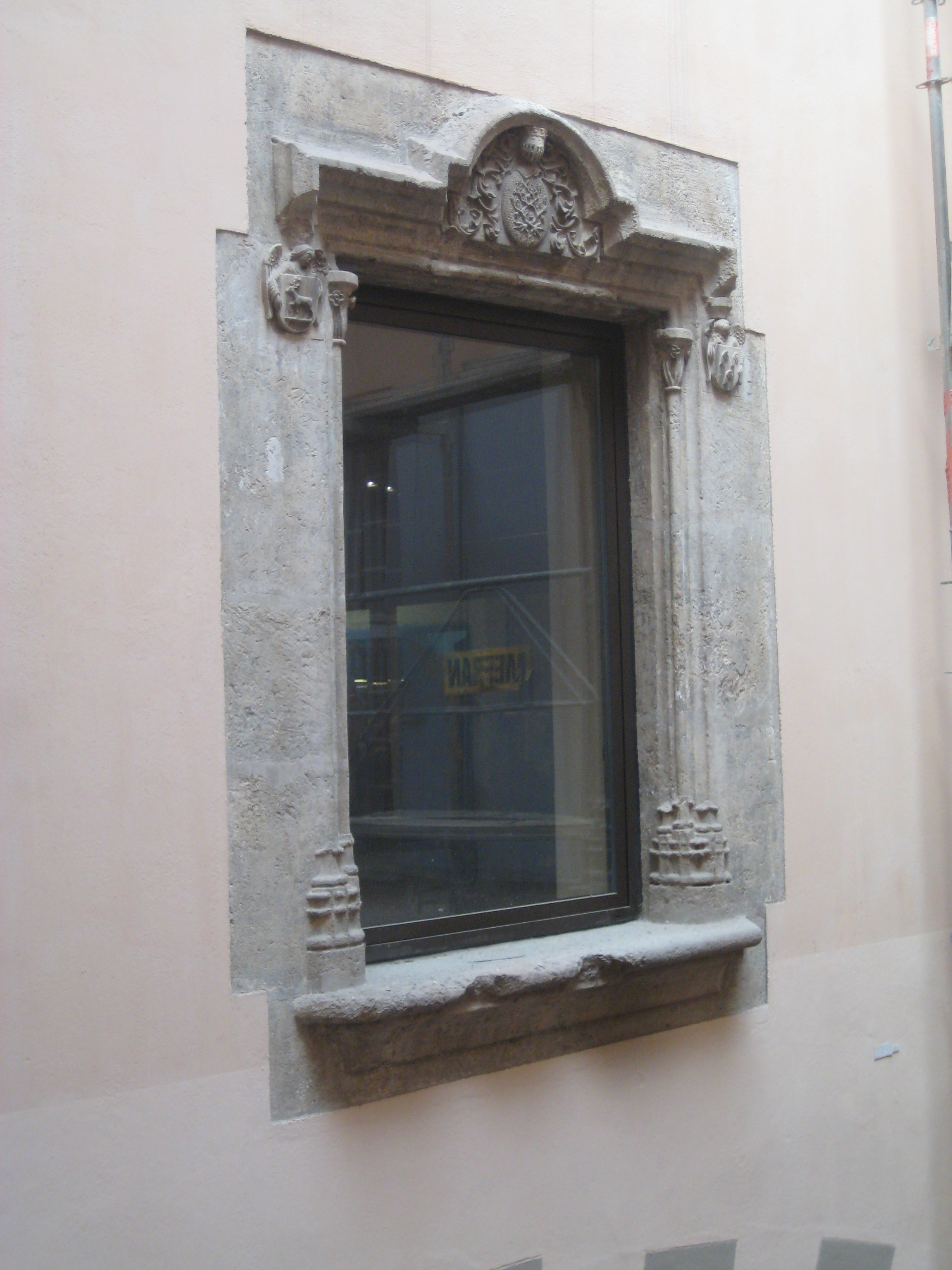
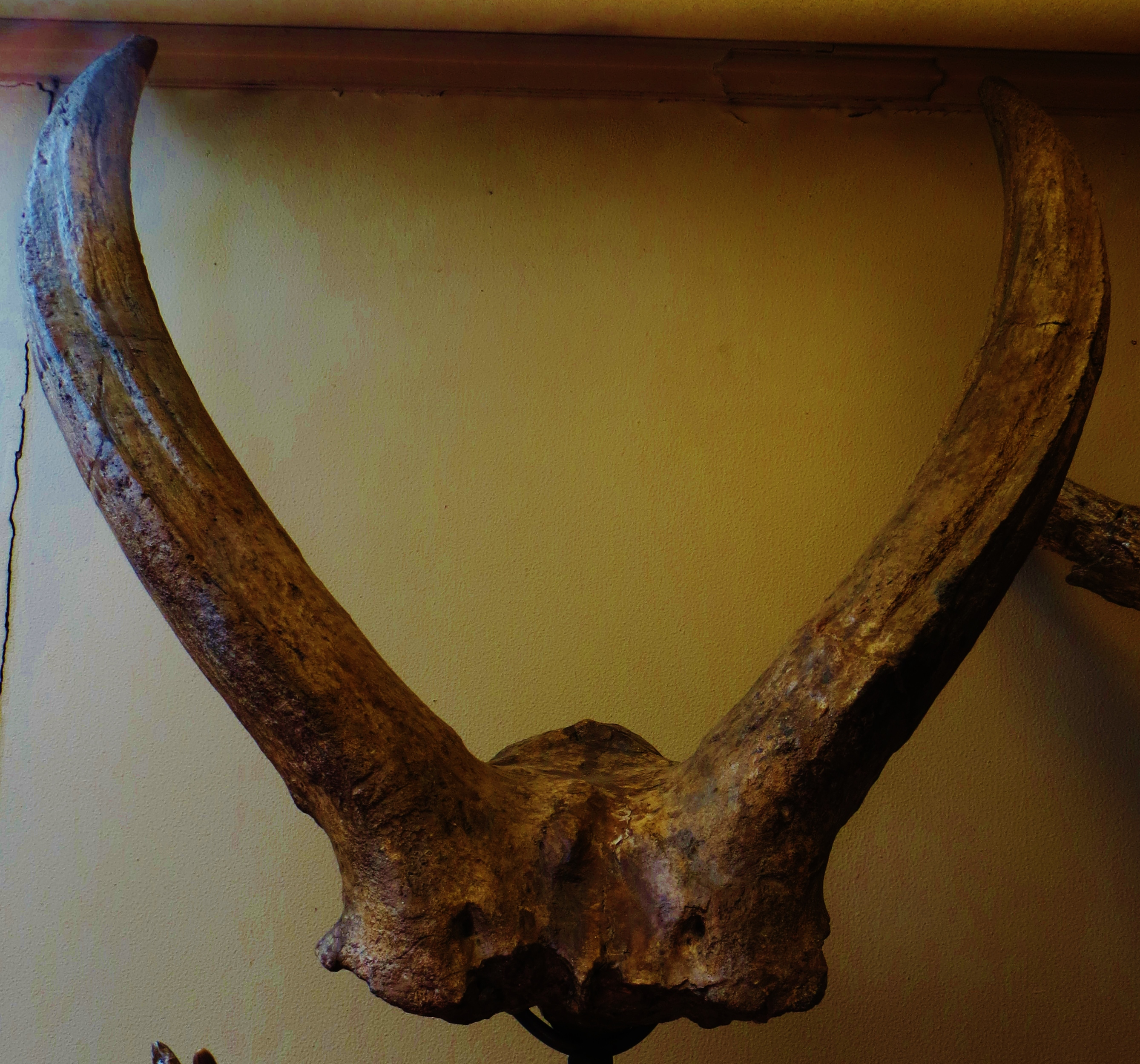
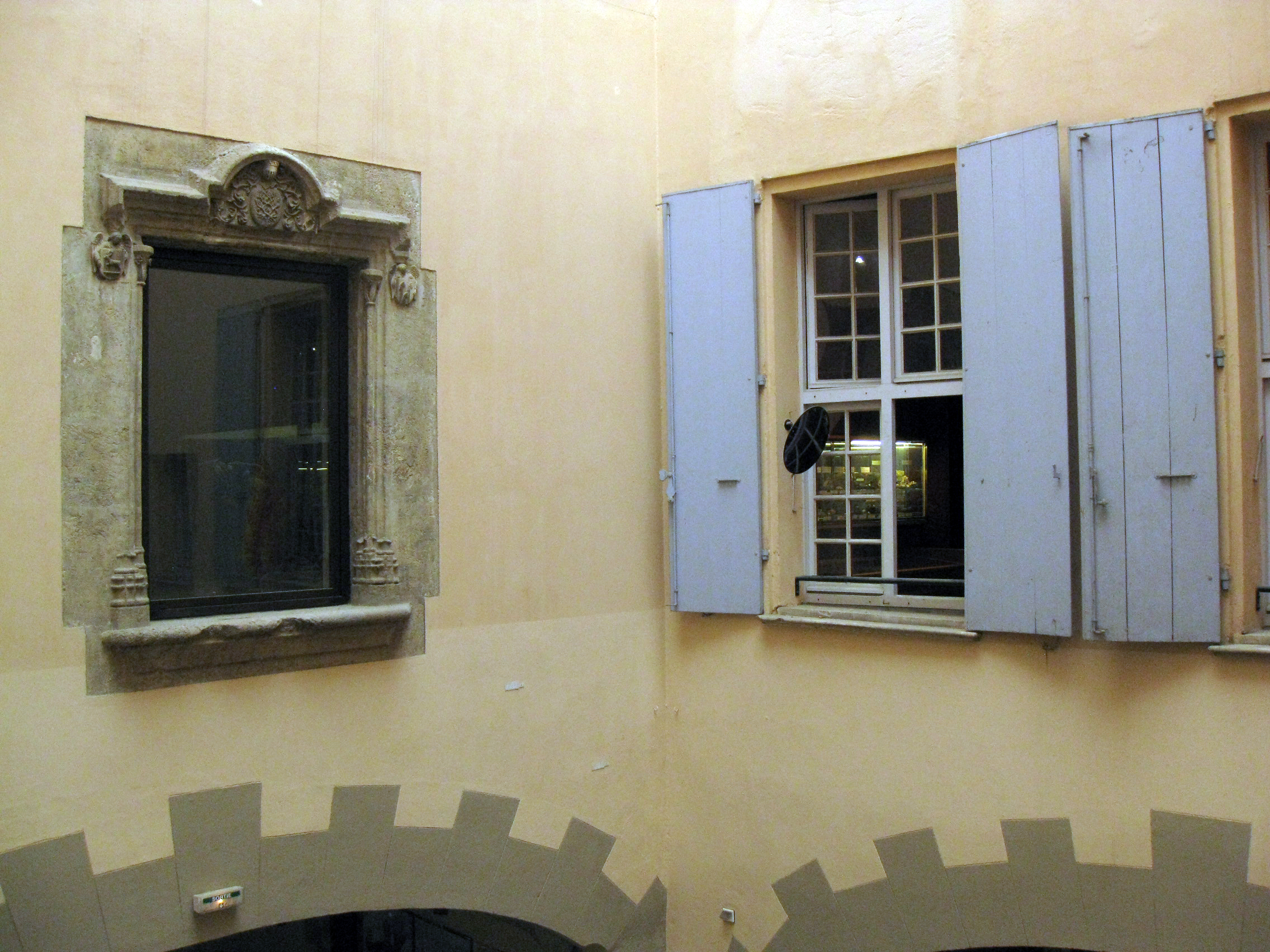
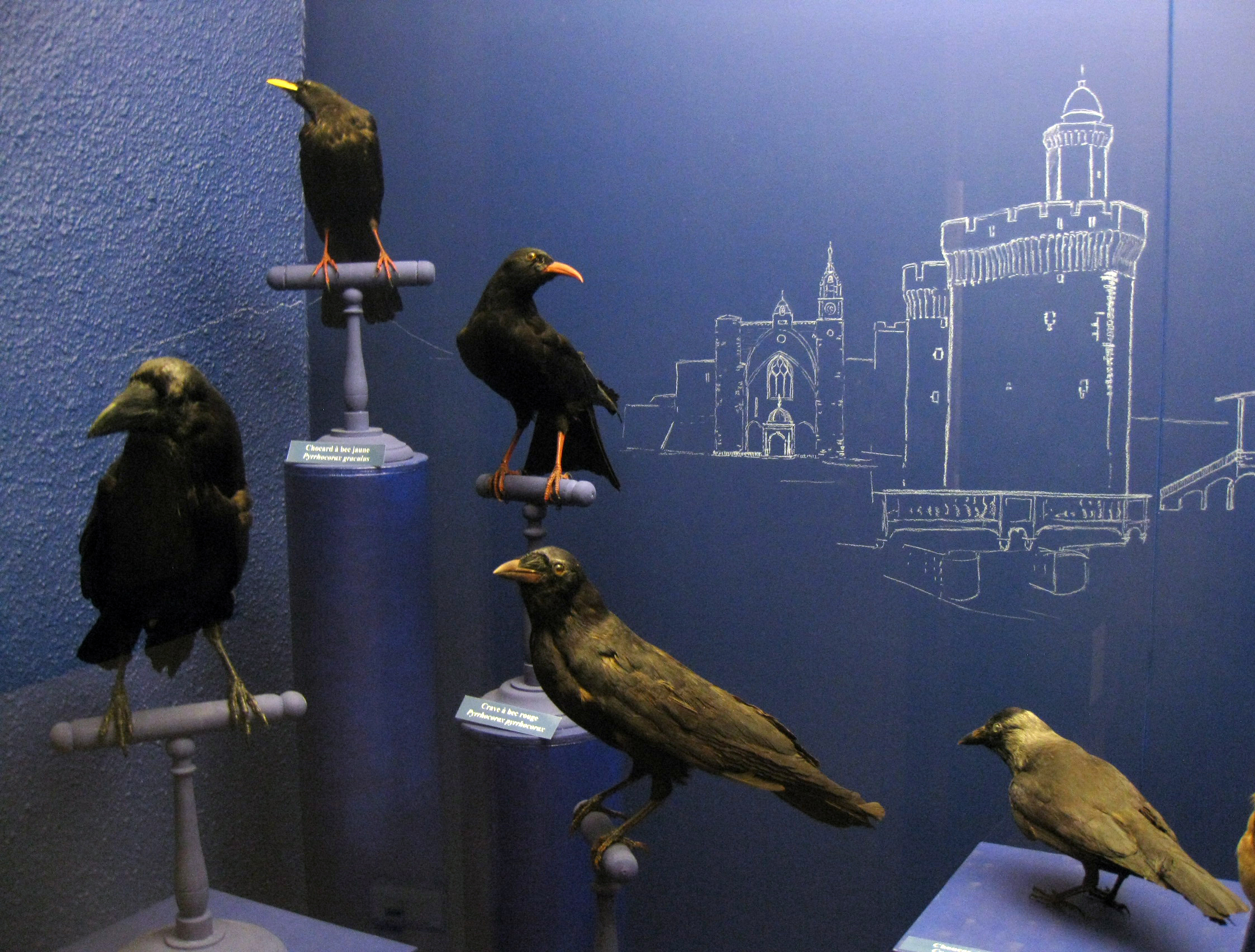
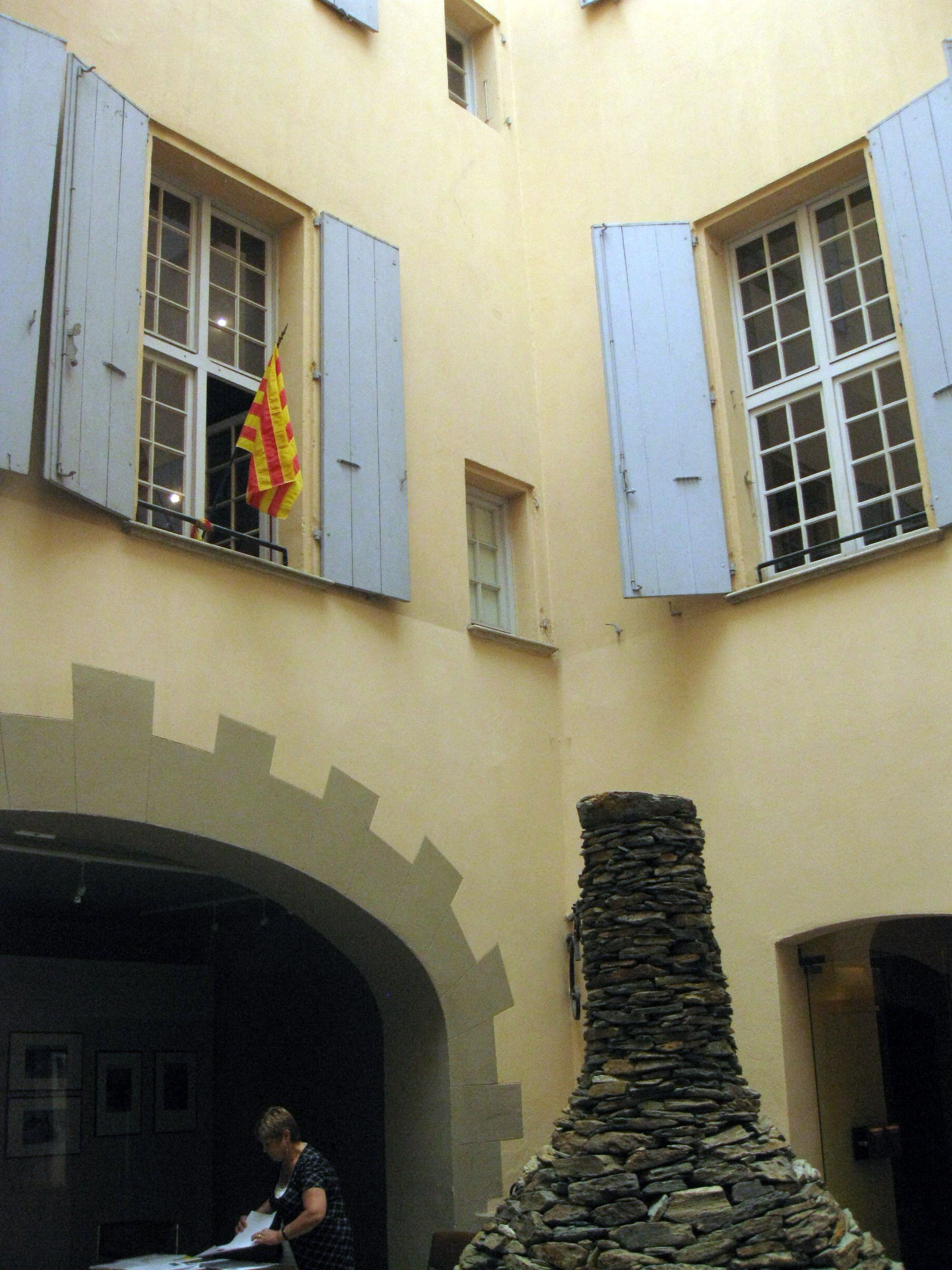
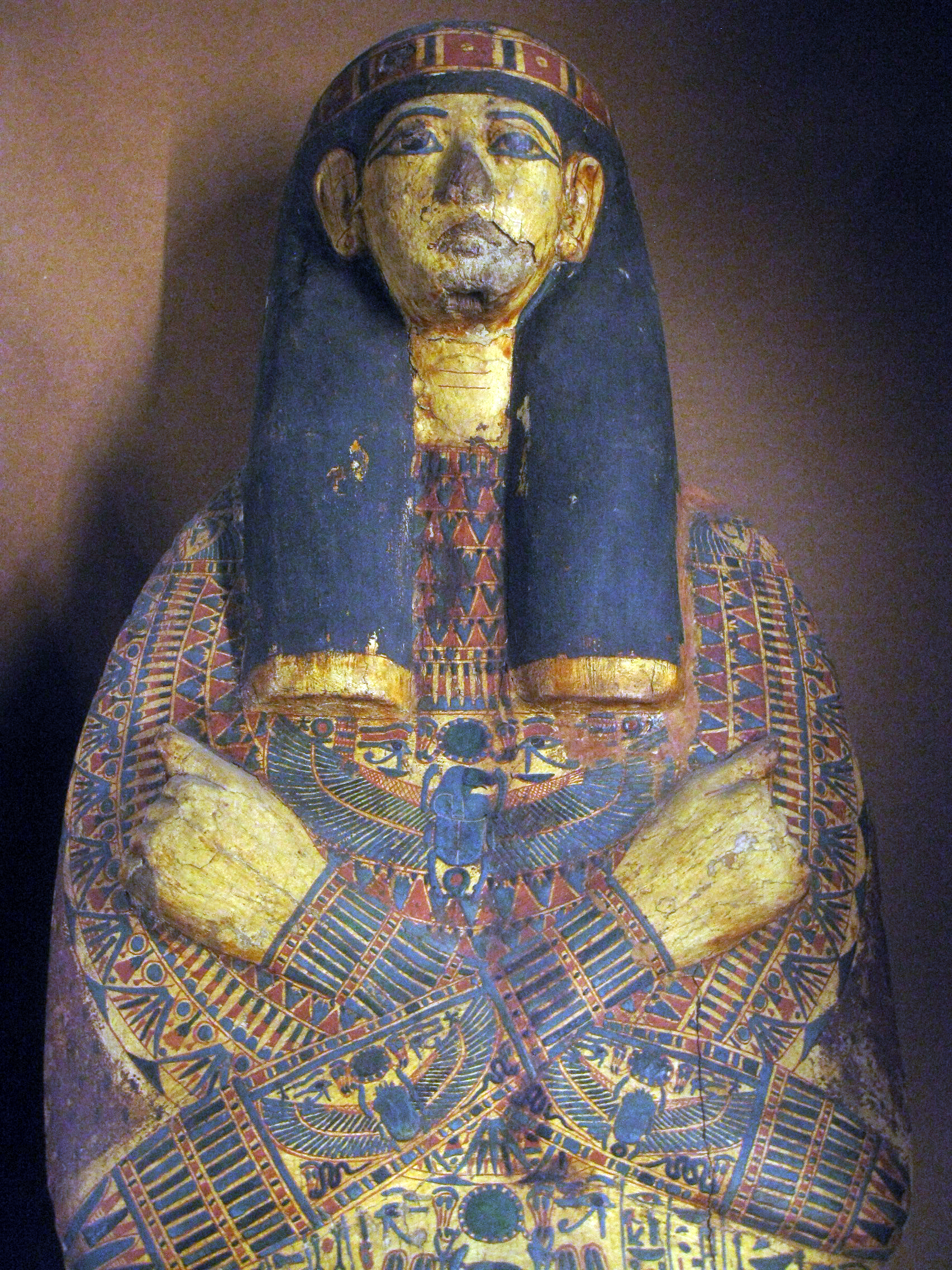

## Informations pratiques
L'entrée du Muséum est gratuite. Il est ouvert du mardi au dimanche de 11 h à 17 h 30 du 1er octobre au 31 mai et de 10 h 30 à 18 h 30 du 1er juin au 30 septembre. Fermetures le lundi, le 1er mai, le 25 décembre et le 1er janvier.